# Селіверстов Вадим Віталійович
Вадим Віталійович Селіверстов (нар. 18 лютого 1981, м. Київ) — український хокеїст, воротар. 
Виступав за «Сокіл» (Київ), ХК «Київ», «Беркут» (Київ/Бровари), «Бейбарис» (Атирау), «Донбас-2» (Донецьк), «Дженералз» (Київ). 
У складі національної збірної України провів 25 матчів (58 пропущених шайб); учасник чемпіонатів світу чемпіонату світу 2000, 2001, 2005, 2007, 2008 (дивізіон I) і 2010 (дивізіон 1). У складі молодіжної збірної України учасник чемпіонату Європи 1995 (група C), чемпіонатів світу 2000 і 2001 (дивізіон I). У складі юніорської збірної України учасник чемпіонату світу 1999.
З лютого 2022 року — боєць Збройних сил України.

## Досягнення
- Чемпіон України (2003, 2004, 2005, 2016)
- Чемпіон Казахстану (2011).